# همه‌چیزدان

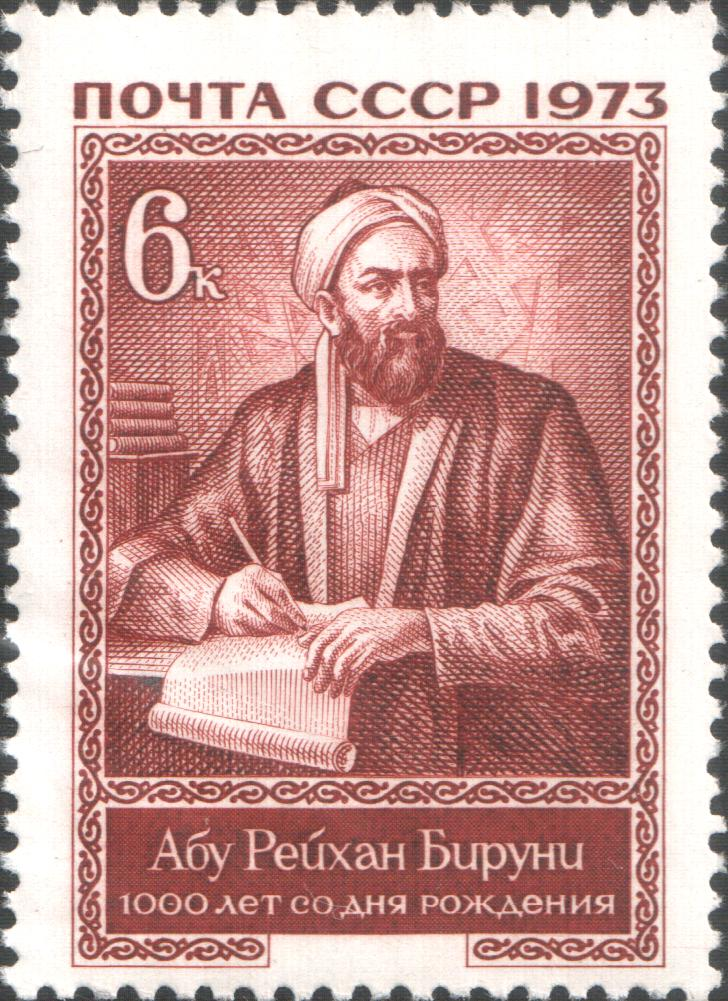
ابوریحان بیرونی، دانشمند ایرانی همه‌چیزدان

همه‌چیزدان، همه‌فن‌حریف یا جامع‌الاطراف (به انگلیسی: Polymath) که با علامه، بحرالعلوم، حکیم، جامع معقول و منقول و هزار فن نیز نزدیکیِ معنایی دارد به دانشمندی گفته می‌شود که در همه یا بیشتر علوم روزگار خود دانا و صاحب‌نظر است. این لقب بیشتر به دانشمندان دوره‌های قدیم نسبت داده می‌شود.
یک همه‌چیزدان به کسی گفته می‌شود که دانشش حوزه‌های گوناگونی را در بر می‌گیرد و از دانش پیچیده در رشته‌های گوناگون برای حل مسائل خاص بهره می‌برد. جامعه‌دانان بیشتر ترجیح می‌دهند دانش خود را در چارچوبی مشخص توضیح دهند، اما برخی از آنان در توضیح مفاهیم به شیوه‌ای انتزاعی و نوآورانه استعداد ذاتی دارند.
این مفهوم، که بر پایه یکی از اصول بنیادین «اومانیسم رنسانس» شکل گرفت، بر این باور استوار است که گنجایش انسان برای رشد و پیشرفت بی‌حد است. این ایده به این نگرش انجامید که انسان‌ها باید همه شاخه‌های دانش را در آغوش بگیرند و توانایی‌های خود را تا حد امکان پرورش دهند. این فلسفه در اصطلاح «مرد رنسانسی» (Renaissance man) تجلی می‌یابد که اغلب به افراد نخبه آن دوران اطلاق می‌شد؛ کسانی که می‌کوشیدند قابلیت‌های خود را در تمامی حوزه‌های دستاورد—اعم از فکری، هنری، اجتماعی، جسمی و معنوی—به کمال برسانند.
خیام، ابوریحان بیرونی، زکریای رازی، ابن سینا، ایمهوتپ، ارسطو، فیثاغورث، اراتوستن، ارشمیدس، تالس، لئوناردو داوینچی، جان فون نویمان، میکل‌آنژ، برتراند راسل، گالیلئو گالیله، هیلدگارد بینگنی، گوتفرید لایبنیتس، بنجامین فرانکلین، رابیندرانات تاگور، آیزاک نیوتن، پائولو سارپی، نیکلاس کوپرنیک، فرانسیس بیکن، والتر راسل، توماس براون، خوزه ریزال، میکاییل سروتوس، ابن خلدون، ابن هیثم، خواجه نصیرالدین طوسی، خوارزمی، قطب الدین شیرازی و شیخ بهایی از مشهورترین دانشمندان همه‌چیزدان (بسیاردان) بودند.

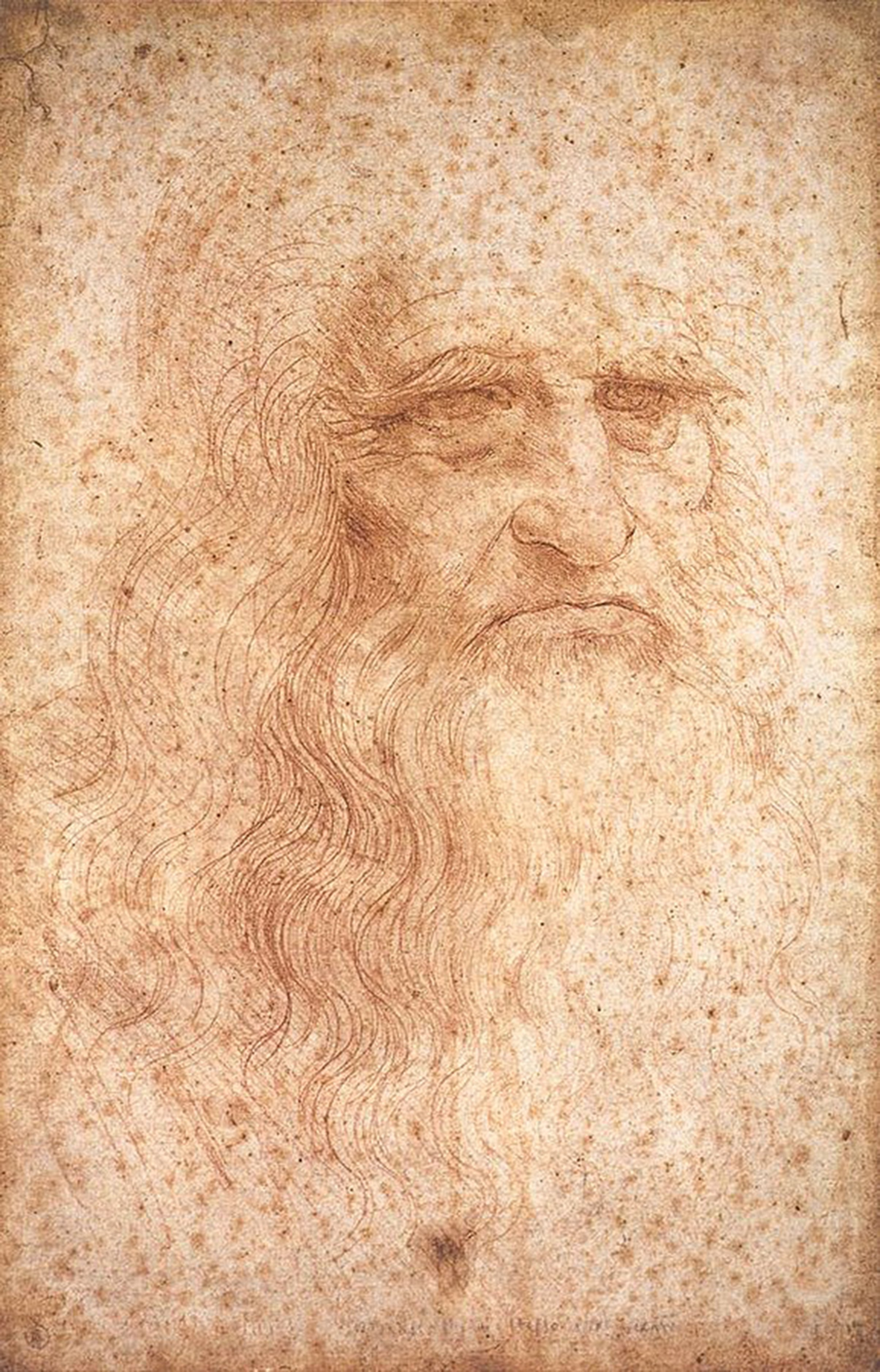
لئوناردو داوینچی (Leonardo Da Vinci) دانشمند ایتالیایی همه‌چیزدان

## ریشه‌شناسی
در اروپای غربی، نخستین اثری که از اصطلاح همه‌چیزدانی (polymathy) در عنوان خود استفاده کرد، کتابی با نام De Polymathia tractatio: integri operis de studiis veterum (رساله‌ای دربارهٔ همه‌چیزدانی: اثر کامل دربارهٔ مطالعات قدما) بود که در سال ۱۶۰۳ توسط یوهان فون وورن، فیلسوف اهل هامبورگ، منتشر شد.
فون وورن همه‌چیزدان را این‌گونه تعریف کرد: «دانش موضوعات گوناگون، برگرفته از انواع مطالعات … که آزادانه از میان تمامی حوزه‌های دانش عبور می‌کند، تا جایی که ذهن انسان، با تلاشی خستگی‌ناپذیر، قادر به پیگیری آن‌ها باشد.» فون وورن واژه‌هایی مانند دانش گسترده (erudition)، ادبیات (literature)، زبان‌شناسی (philology)، دانش‌دوستی (philomathy)، و تاریخ‌دانش گسترده (polyhistory) را به عنوان مترادف‌هایی برای این مفهوم ذکر می‌کند.
نخستین استفاده ثبت‌شده از این اصطلاح در زبان انگلیسی به سال ۱۶۲۴ و در چاپ دوم کتاب The Anatomy of Melancholy (کالبدشکافی مالیخولیا) اثر رابرت برتون بازمی‌گردد. شکل دیگری از این واژه، یعنی «polymathist» (چندرشته‌دان)، کمی قدیمی‌تر است و نخستین بار در سال ۱۶۲۱ در کتاب Diatribae upon the first part of the late History of Tithes اثر ریچارد مونتاگو ظاهر شد. استفاده از اصطلاح مشابه «polyhistor» (بسیاردان) در انگلیسی نیز به اواخر قرن شانزدهم بازمی‌گردد.

## مرد رنسانسی

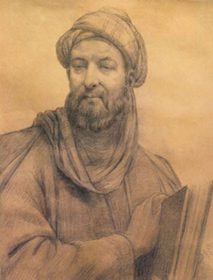
تصویری فرضی از ابن سینا در کتاب‌های درسی ایران

اصطلاح «مرد رنسانسی» برای نخستین بار در اوایل قرن بیستم در انگلیسی نوشتاری ثبت شد. از این اصطلاح برای اشاره به متفکران بزرگ پیش از، در طول، یا پس از دوره رنسانس استفاده می‌شود. لئوناردو داوینچی اغلب به عنوان نمونه‌ای آرمانی از مرد رنسانسی توصیف شده است؛ فردی با «کنجکاوی سیری‌ناپذیر» و «تخیل ابداعیِ بی‌قرار».
بسیاری از چندرشته‌دانان برجسته در دوره رنسانس زندگی می‌کردند، جنبشی فرهنگی که تقریباً از قرن ۱۴ تا ۱۷ میلادی را در بر می‌گرفت و از اواخر قرون وسطی در ایتالیا آغاز شد و سپس به سایر نقاط اروپا گسترش یافت. این چندرشته‌دانان رویکردی جامع به آموزش داشتند که بازتاب‌دهنده آرمان‌های اومانیستهای آن زمان بود. از یک نجیب‌زاده یا درباری در آن دوران انتظار می‌رفت که به چندین زبان صحبت کند، یک ساز موسیقی بنوازد، شعر بسراید و غیره؛ بدین ترتیب، آرمان رنسانس را محقق سازد.
ایده آموزش جهانی برای دستیابی به توانایی چندرشته‌ای ضروری بود، از همین رو از واژه «دانشگاه» (university) برای توصیف یک مرکز آموزشی استفاده شد. با این حال، واژه لاتین اصلی universitas به‌طور کلی به «گروهی از افراد که در قالب یک نهاد، انجمن، شرکت، جامعه، صنف، شرکت و غیره گرد هم آمده‌اند» اشاره دارد. در آن زمان، دانشگاه‌ها در حوزه‌های خاص تخصصی نداشتند، بلکه دانش‌آموزان را در طیف گسترده‌ای از علوم، فلسفه و الهیات آموزش می‌دادند. این آموزش جهانی پایه‌ای را فراهم می‌کرد که دانش‌آموزان می‌توانستند از آن برای ورود به دوره‌های کارآموزی و تبدیل شدن به استاد در یک زمینه خاص استفاده کنند.
امروزه وقتی از کسی به عنوان «مرد رنسانسی» یاد می‌شود، منظور این است که فرد نه تنها علایق گسترده یا دانش سطحی در چندین زمینه دارد، بلکه در برخی از آن‌ها از دانش عمیق‌تر و مهارت، یا حتی تخصص برخوردار است. برخی از فرهنگ‌های لغت از اصطلاح «مرد رنسانسی» برای توصیف فردی با علایق یا استعدادهای فراوان استفاده می‌کنند، در حالی که برخی دیگر معنایی محدودتر به دوره رنسانس و مرتبط‌تر با آرمان‌های آن دوران ارائه می‌دهند.